# Centro Universitario de Ciencias Económico-Administrativas

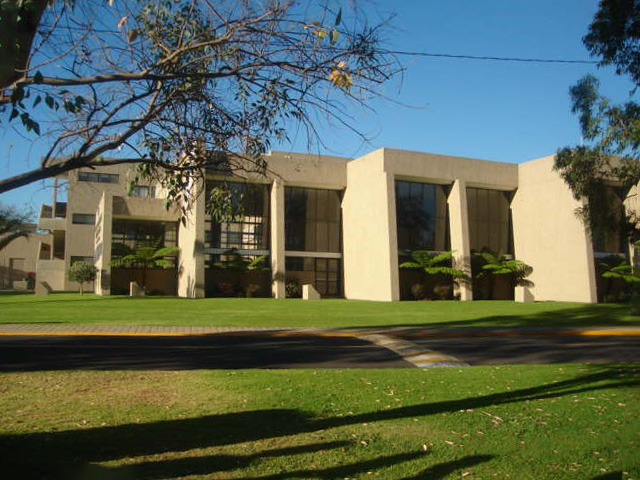
Centro Universitario de Ciencias Económico-Administrativas

El Centro Universitario de Ciencias Económico-Administrativas (CUCEA) es la división de la Universidad de Guadalajara en México destinada a la educación superior relacionada con los campos de la economía, administración de empresas y ciencias complementarias. CUCEA es el centro de toda la red universitaria con el mayor número de estudiantes; actualmente atiende a 18 mil 366 alumnos en trece licenciaturas (once de ellas con acreditación de calidad) y 20 programas de posgrado (17 de ellos reconocidos por el Consejo Nacional de Ciencia y Tecnología como posgrados de calidad). Además cuenta con 85 académicos en el Sistema Nacional de Investigadores (SNI) y 318 profesores con reconocimiento Programa para el desarrollo Profesional Docente. (PRODEP).

## Historia

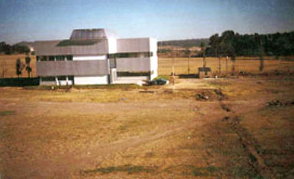
Centro Universitario de Ciencias Económico Administrativas en los 90´s

El Centro Universitario de Ciencias Económico Administrativas surgió en 1995 de la integración de cuatro facultades: Contaduría, Economía, Administración y Turismo; y cuatro unidades académicas dedicadas a la investigación:  el Centro de Investigación en Teoría Económica, el Centro de Investigaciones Sociales y Económicas, Centro de Investigaciones Turísticas y el Instituto de Estudios Económicos y Regionales. Con el modelo departamental de la Red Universitaria de Jalisco se crearon las Divisiones de Contaduría, Economía y Sociedad; y Gestión Empresarial, lo que ha contribuido a una mayor colaboración académica y al enriquecimiento de los programas educativos.
Actualmente se ha ampliado la oferta educativa para lograr un incremento del 22% en la matrícula de licenciatura de 1995 a la fecha. En el campo de la investigación se incrementó el número de profesores miembros del Sistema Nacional de Investigadores, al pasar de 6 en 1995 a 70 en 2014. De igual forma la matrícula en posgrados pasó de 180 alumnos en 1995 a un promedio de 969 alumnos en los últimos tres años.
Se han creado nuevos institutos y Centros de Investigación como: el Instituto para el Desarrollo de la Innovación y la Tecnología en la Pequeña y Mediana Empresa (IDITpyme), El Centro para la Calidad e Innovación de la Educación superior, el Instituto de Investigación en Políticas Públicas y el Centro de Innovación y Excelencia Empresarial.

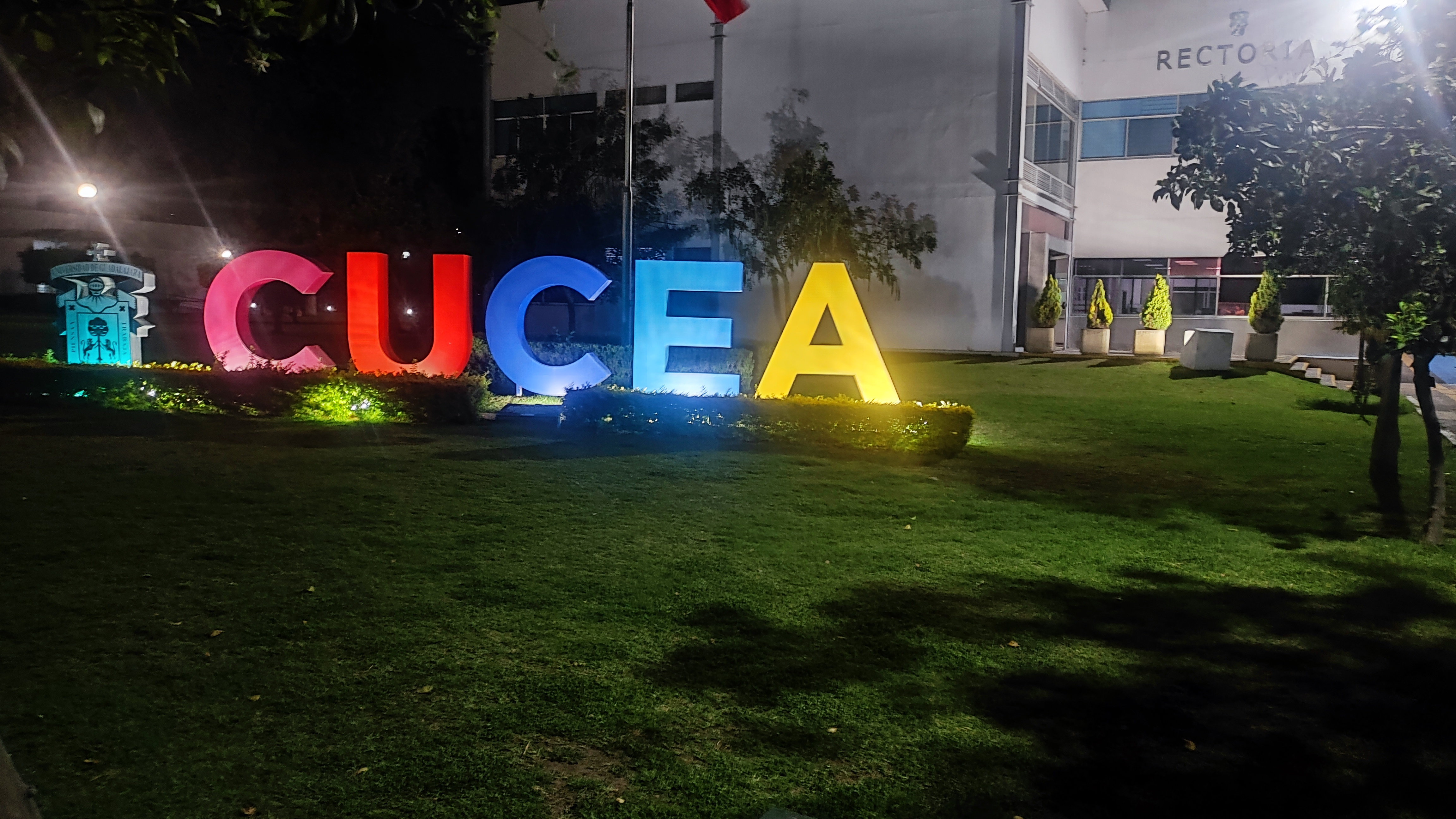
Rectoría de CUCEA.

## Oferta Académica

### Licenciaturas
- Administración
- Administración Financiera y Sistemas
- Administración Gubernamental y Políticas Públicas
- Contaduría Pública
- Economía
- Gestión de Negocios Gastronómicos
- Gestión y Economía Ambiental
- Ingeniería en Negocios
- Mercadotecnia
- Negocios Internacionales
- Relaciones Públicas y Comunicación
- Tecnologías de la información
- Turismo

### Maestrías
- Administración de Negocios
- Análisis Tributario
- Dirección de Mercadotecnia
- Economía
- Estudios del Turismo
- Finanzas Empresariales
- Gestión de la Seguridad y Salud en el Trabajo
- Gestión y Políticas de la Educación Superior
- Negocios y Estudios Económicos
- Interinstitucional en Políticas Públicas
- Negocios Internacionales
- Relaciones Económicas Internacionales y Cooperación, Unión Europea – América Latina
- Tecnologías de la Información
- Tecnologías para el Aprendizaje

### Doctorados
- Ciencias de la Administración
- Estudios Económicos
- Estudios Fiscales
- Gestión de la Educación Superior
- Políticas Públicas y Desarrollo
- Tecnologías de Información

## Infraestructura
Dentro de los 298, 711 m² de terreno que dispone el Centro Universitario de Ciencias Económico Administrativas se cuenta con 223 aulas para licenciatura, posgrado y CIIE; 6 aulas amplias, 8 auditorios, 1 Centro de Recursos Informativos, 1 Laboratorio de Innovación y Emprendimiento, 34 laboratorios de cómputo, 2 cyberjardines; 1 restaurante, 1 gimnasio y 7 canchas deportivas (3 de básquetbol, 3 de fútbol y 1 de tenis).

### Centro de Recursos Informativos (CERI)

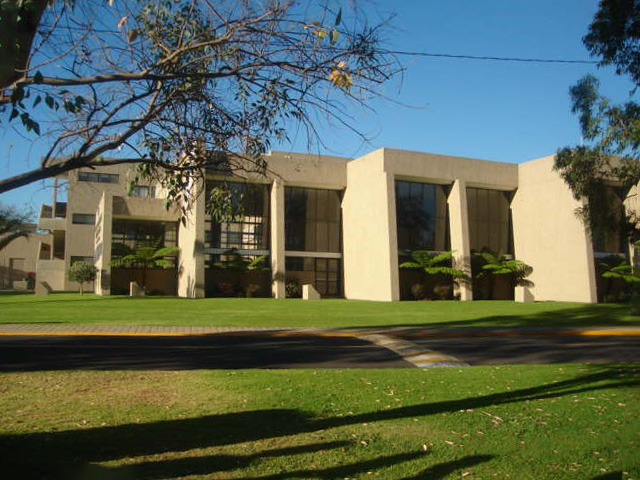
Biblioteca Central.

El Centro de Recursos Informativos (CERI) es un centro de información que hace posible el acceso a la información y a los servicios bibliotecarios mediante libros, tesis, publicaciones periódicas, mapas, bases de datos, materiales audiovisuales, CD-ROM, entre otros. El CERI está compuesto por la Biblioteca Central, la Unidad de Desarrollo de Habilidades Informativas, la Unidad de Medios Electrónicos, la Administración del Centro de Recursos Informativos y la Unidad de Auto Aprendizaje de Lenguas. 
- Biblioteca Central: desde junio de 1995 la Biblioteca Central Mtro. Luis Arturo Velázquez Gutiérrez reúne un acervo conformado por 161,066 volúmenes impresos y audiovisuales para préstamo y consulta. La Biblioteca Central ofrece sus servicios gratuitos y cuenta con dos salas de lectura, dos salas de descanso y un equipo electrónico de consulta.
- Unidad de Auto Aprendizaje de Lenguas (UAAL): es un espacio físico que cuenta con tecnología y materiales apropiados para aprender uno o varios idiomas en la modalidad de autoaprendizaje. La UAAL se encuentra distribuida en una superficie de 272 metros cuadrados y un mezzanine de 93 metros cuadrados, con capacidad para atender a 110 usuarios simultáneos. También se cuenta con 76 computadoras para la utilización de los materiales multimedia y para la práctica de idiomas en sitios Web. Del mismo modo, para los materiales de audio y video se dispone de 19 estaciones equipadas cada una con televisión y reproductores de CD, DVD, VHS y multimedia.

### Aulas amplias

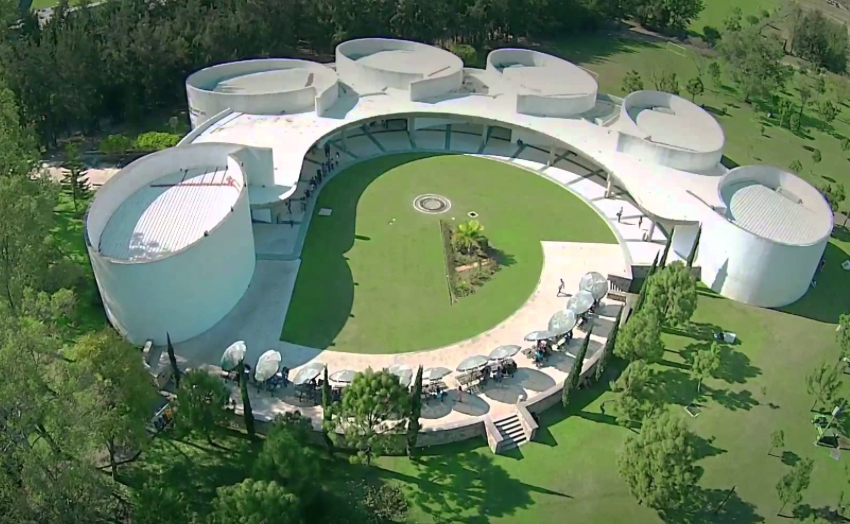
Vista aérea de las Aulas Amplias.

El Módulo de aulas amplias o aulas magnas, fue posible gracias a los recursos que habían sido retenidos por el gobierno federal y que fueron recuperados mediante controversia constitucional, que permitió contar con un capital base para el inicio de las obras de 10,450,000 pesos, el cual fue destinado al pago del proyecto y la primera etapa del proyecto. En una segunda etapa el CUCEA aportó la totalidad de los recursos, estas aulas están equipadas con video proyección, audio y butacas de alta resistencia, una mesa de control de medios, con una capacidad de 150 personas. Con 23 sanitarios para hombres y 23 para mujeres, así como dos para personas con capacidades diferentes, una bodega, el área para el SITE y la ciber terraza con capacidad para 48 personas.
El proyecto de esta obra arquitectónica estuvo a cargo del Arq. Carlos Flores Tritschler quien fue el ganador de la convocatoria para el diseño en abril del 2006. La inversión total de infraestructura y equipamiento tecnológico fue de $19,557,686.11 pesos, este proyecto se realizó en un periodo de 11 meses.

### Centro de Acondicionamiento y Recreación (CARE)

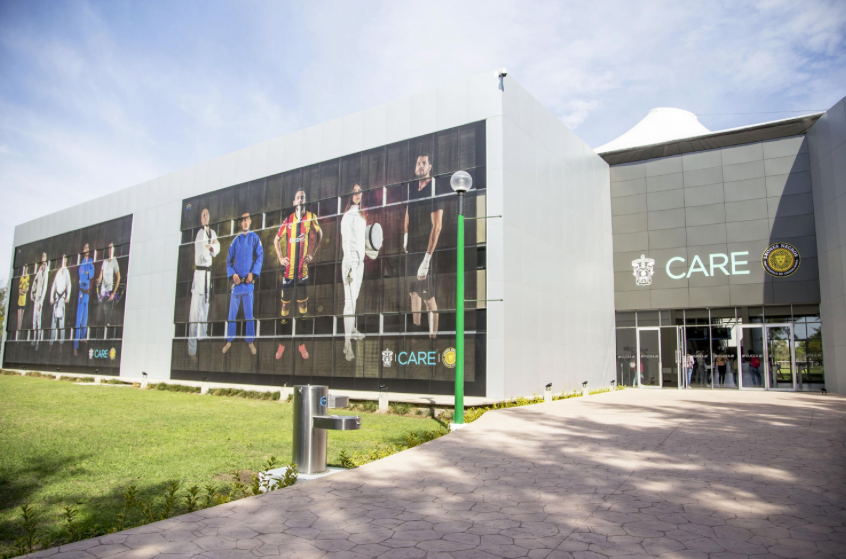
Centro de Acondicionamiento y Recreación

El Centro de Acondicionamiento y Recreación (CARE) es un gimnasio que va dirigido a estudiantes y trabajadores académicos y administrativos del CUCEA y en una segunda etapa pretenden incluir a los egresados y comunidad universitaria en general. El espacio, con una superficie de mil 500 metros cuadrados, cuenta con una recepción, donde se incluye un software especial para gimnasios, de administración y acceso con sistema automatizado, oficinas administrativas, baños, vestidores con regaderas, lockers y vapor. 
Hay un área destinada a los servicios de actividad física y prescripción del ejercicio, y además cuenta con un baño para personas con discapacidad y consultorio médico. Cuenta con una sala de entrenamiento funcional para albergar entrenamiento tipo crossfit o TRX, donde pretenden incorporar aditamentos para el boxeo e impulsar esa disciplina. Una sala de expresión corporal, para las actividades que sean populares en los gimnasios como zumba, ritmos latinos y salsa. Sala cardiovascular con caminadoras, elípticas, escaladoras, bicicletas y aparatos para remo. Sala polivalente para actividades como esgrima, Pilates, yoga, Boot camp y una sala de spinning con 21 bicicletas.

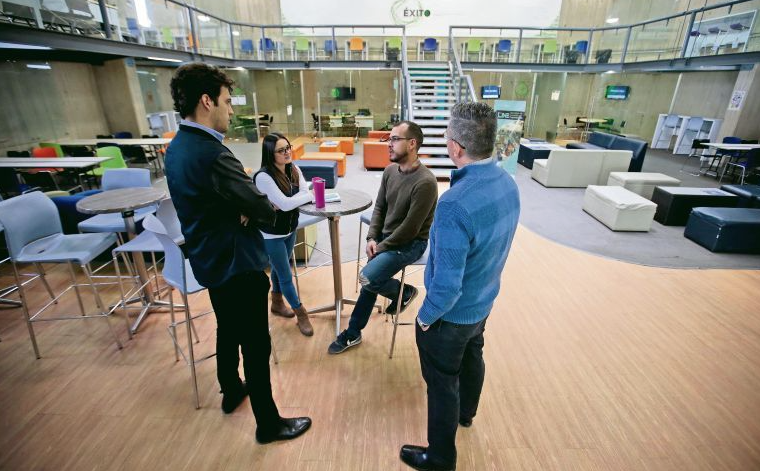
Interior de LINE

### Auditorio Central
El Auditorio Central del CUCEA cuenta con 484 m² y tiene una capacidad de 500 personas. En este espacio se llevan a cabo cátedras, convenciones, foros, talleres, conferencias magistrales, actos protocolarios, presentación del Informe de Actividades del rector en cuestión, entre otros.

### Laboratorio de Innovación y Emprendimiento (LINE)
El Laboratorio de Innovación y Emprendimiento es un espacio de desarrollo emprendedor dentro del Centro Universitario de Ciencias Económico Administrativas. De manera permanente, en el LINE se ofrecen conferencias, talleres, networking, pláticas, y asesoramiento a los estudiantes del CUCEA y al público en general, impartidos por académicos, y especialistas externos.

## Smart CUCEA
El Ecosistema CUCEA Smart Campus es un modelo que busca transformar el campus universitario en un entorno inteligente, sustentable, incluyente y sin fronteras, alineado con el concepto de smart city. Inspirado en seis dimensiones estratégicas (personas, vida, economía, gobierno, medio ambiente y movilidad), este ecosistema integra tecnologías avanzadas para mejorar la educación, la gestión universitaria y la relación con la sociedad.

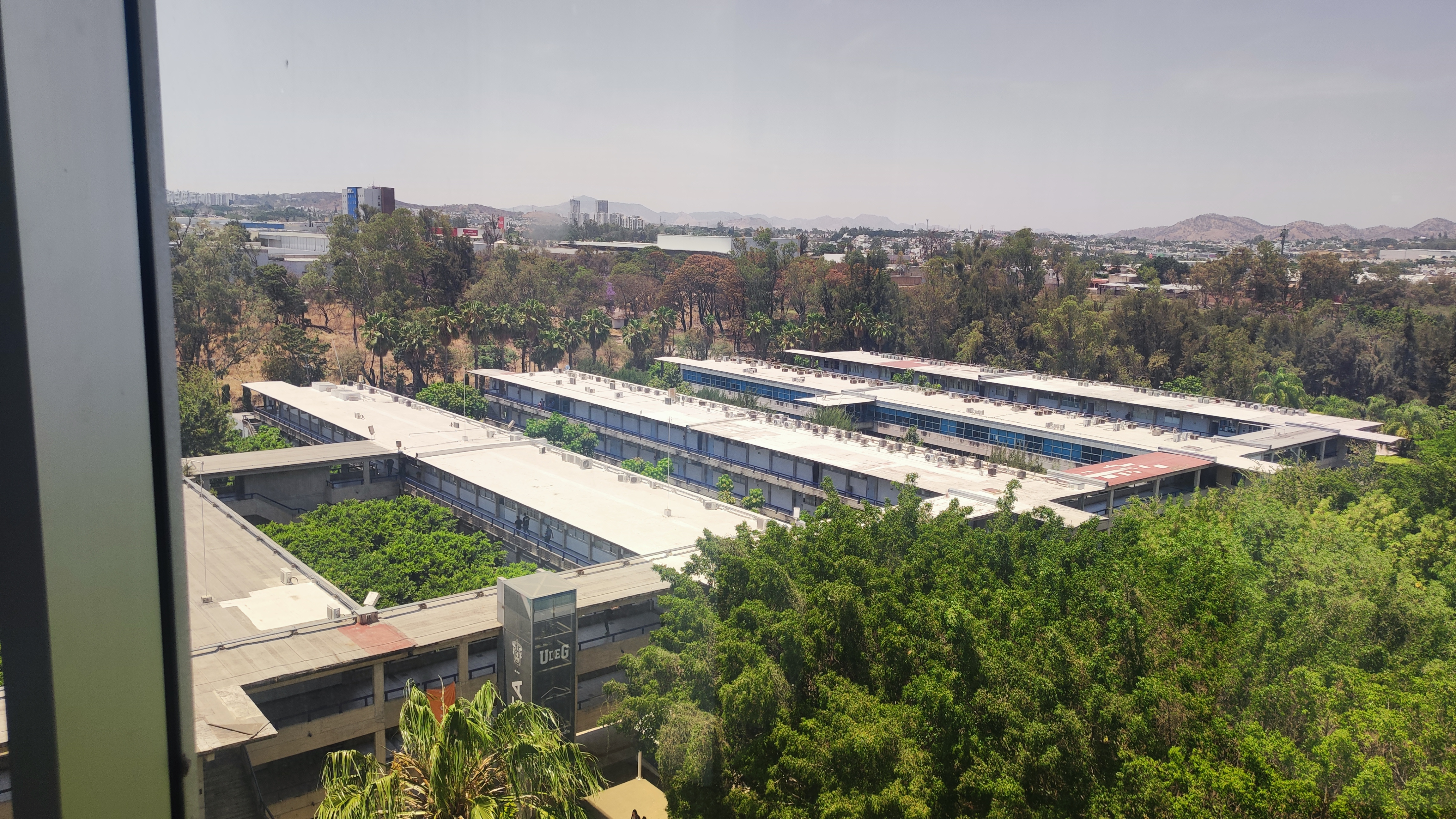
Cucea en las Alturas

### Objetivo General
Reconstruir el CUCEA como un campus inteligente que fomente la innovación, el emprendimiento y el desarrollo sostenible con impacto regional y nacional.

#### Propósitos Principales
- Implementar un modelo educativo híbrido, flexible e incluyente.
- Crear entornos de aprendizaje con uso intensivo de tecnología.
- Promover la cultura ambiental y el desarrollo sustentable.
- Impulsar la creatividad, el arte y el deporte para el desarrollo integral.
- Fomentar la investigación aplicada y la vinculación con la sociedad y la industria.
- Modernizar la gobernanza universitaria con enfoque digital y participativo.
- Desarrollar un sistema de gestión institucional eficiente y transparente.

#### Pilares del Ecosistema
- Personas y comunidad: Poner a la comunidad universitaria al centro del ecosistema digital.
- Vida universitaria: Fomentar la convivencia, inclusión y bienestar con tecnología.
- Economía e innovación: Promover el emprendimiento y la transferencia de conocimiento.
- Medio ambiente y sustentabilidad: Reducir el impacto ambiental y optimizar recursos.
- Gobierno y gestión: Modernizar procesos administrativos y fortalecer la gobernanza digital.
- Movilidad: Implementar soluciones sostenibles para mejorar el transporte y accesibilidad.

Finalmente, el CUCEA Smart Campus se alinea con los Objetivos de Desarrollo Sostenible (ODS) de la ONU, asegurando que sus iniciativas contribuyan a la transformación social y ambiental.

## El Departamento de Estudios Regionales-INESER

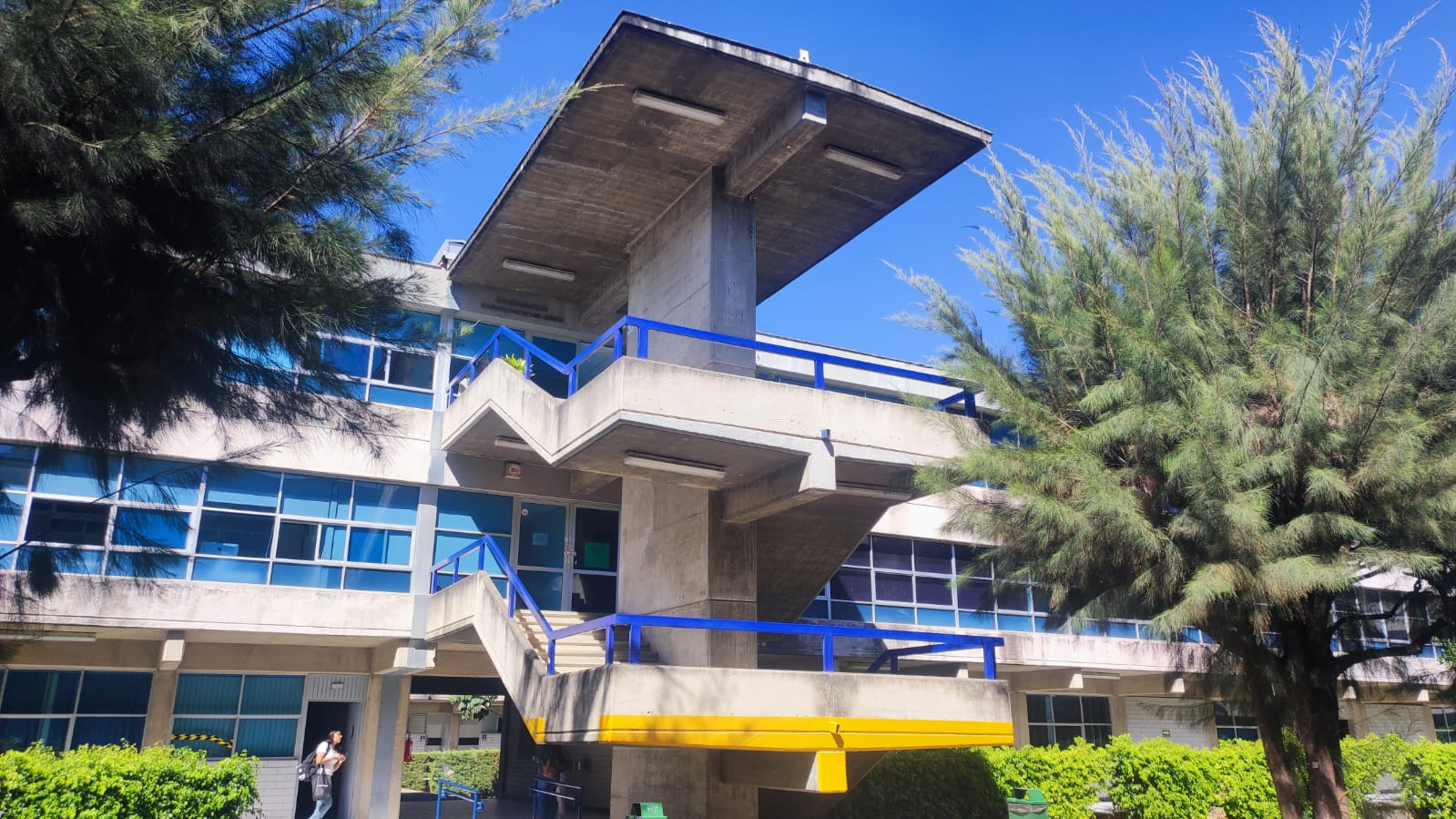
El Departamento de Estudios Regionales-INESER Ubicado Edificio M en CUCEA

El Departamento de Estudios Regionales-INESER promueve la investigación, docencia y extensión, enfocándose en el estudio de la estructura económica y demográfica de las regiones en relación con procesos nacionales e internacionales.
Sus académicos, en su mayoría investigadores, publican y desarrollan proyectos científicos, con el 25 % perteneciendo al Sistema Nacional de Investigadores y el 60 % con reconocimiento de Perfil Promep. Además, imparten asignaturas en licenciatura y posgrado en el CUCEA, participan en tutorías y asesoran tesis.
Desde su fundación, la extensión ha sido clave en el Departamento, destacándose por la difusión de avances y resultados en libros, revistas y medios de comunicación.

## Hipervínculos de interés
- (Español) Página de Internet oficial del CUCEA
- (Español, Inglés, Francés y Portugués) Página de Internet oficial de la Universidad de Guadalajara

Página de Internet oficial del CERI